# ماريانا دي بينيدا
[بحاجة لمصدر]
ماريانا دي بينيدا
(بالإسبانية: Mariana de Pineda Muñoz)‏ وُلدت 1 سبتمبر 1804-26 مايو 1831)، وعُرفت بمناهضتها للدكتاتورية الملكية والكاثوليكية التي أطبقت على أرواح الأندلسيين منذ سقوط غرناطة. انخرطت ماريانا في دعم الفكر الليبرالي وشاركت في عمليات لتحرير السجناء الليبراليين من السجون الملكية، فأصبحت واحدة من رموزه رغم رعايتها لولديها من زوجها المتوفى. أُلقي القبض عليها ومعها علم خاطته بيدها وكُتبت عليه العبارات التالية: «قانون، عدالة، حرية». كان هذا دليل إدانتها وتورطها في «مؤامرة لإسقاط النظام». أُحرق العلم...و أعدمت ماريانا في 26 مايو عام 1831.